# Scrambling

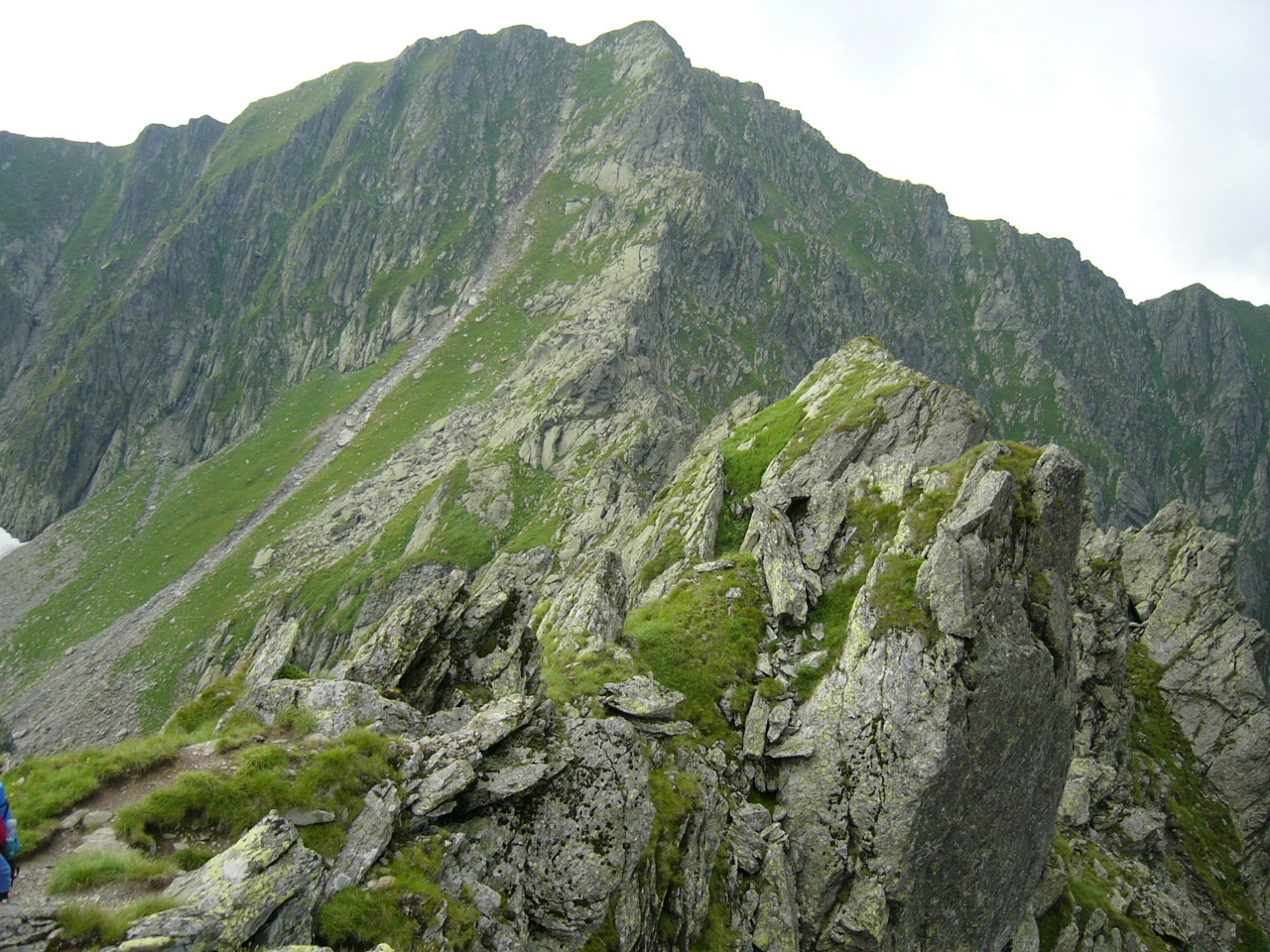
Custura Sărății – Munții Făgăraș

Scrambling (având ca termen echivalent în limba limba germană kraxeln) reprezintă o activitate montană alpină aflată ca grad de dificultate și de tehnică între drumeție și cățărare pe stâncă și care, folosește tehnici specifice ambelor discipline. În Statele Unite ale Americii și Marea Britanie acest gen de activitate este bine standardizat.
Deși termenul în cauză este acceptat pe plan internațional pentru a denumi activitatea respectivă, există de circa un secol pe plan local (în România) tentative de a consacra în ce privește termenul respectiv, în limba română, ca denumire echivalentă pe aceea de carpatism. Nu există pe plan național, în România, consens referitor la folosirea termenului, existând opinia că activitatea în cauză rămâne în fapt o ramură a alpinismului.

## Clasificarea traseelor

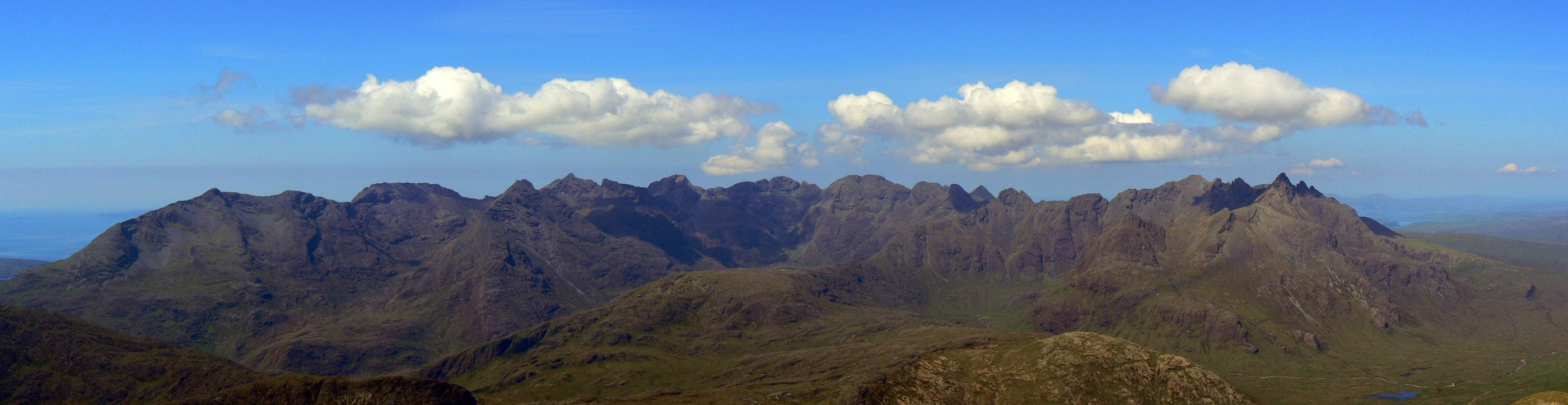
De gradul 3: creasta en

Scramblingul se află la mijloc între mers și escaladă, reprezentând în esență o activitate ușoară de cățărare pe terenuri stâncoase. Toate traseele de acest fel necesită într-o măsură  oarecare, folosirea unor tehnici de cățărare pe stâncă⁠(en)[traduceți]. Conform British Mountaineering Council⁠(en)[traduceți] (acronim: BMC), acesta se clasifică din punct de vedere al dificultății în 3 grade, care, au în comun necesitatea folosirii în timpul ascensiunii atât a membrelor superioare, cât și a celor inferioare:
- primul grad implică un traseu de mers expus⁠(en)[traduceți]
- al doilea grad implică un traseu pe care scramblerii mai nesiguri pot simți nevoia unor corzi⁠(en)[traduceți]de asigurare, iar liderii, aflați în față, este necesar să se simtă încrezători în capacitatea lor de a se deplasa pe teren expus, pe care cățărarea se poate face însă cu ușurință.[4] Începând cu gradul 2, limita dintre scrambling și escalada pe stâncă devine neclară și folosirea unor mijloace de de protecție este recomandabilă.[3]
- al treilea grad caracterizează trasee de escaladă clasificate drept „moderate”, în speță acestea fiind cotate ca fiind de primul grad în raport cu escalada. De principiu, ar trebui abordate numai de scramblerii experimentați.[4] Este de așteptat pe unele secțiuni ale traseelor să fie necesară utilizarea corzii, respectivele secțiuni putând fi cotate până la „dificile”.[3]

Vezi articolul Grade de dificultate (escaladă)⁠(en)[traduceți]

## Echipamente necesare
Este de considerat un kit care să includă: îmbrăcăminte adecvată, bocanci de munte potriviți, o hartă, o busolă, un ghid tipărit pentru a urmări atât traseul de scrambling cât și pe cel de coborâre, o lanternă pentru cazul unei întârzieri, o cască, un ham⁠(en)[traduceți], un rack ușor și o coardă⁠(en)[traduceți] de asigurare pentru porțiuni mai dificile
Încălțămintea este, de principiu, necesar să fie rigidă și cu margini solide, pentru a oferi sprijinul necesar pe terenurile abrupte și a putea fi folosite puncte de sprijin de dimensiuni reduse. O pereche de bocanci mai robustă poate oferi protecție suplimentară împotriva rocilor instabile, sau, atunci când picioarele sunt blocate în fisuri ale stâncilor (încălțămintea mai ușoară și cu tălpi mai flexibile poate fi mai confortabilă în zilele însorite cu temperaturi crescute, dar nepotrivită pentru scrambling pe trasee mai abrupte).

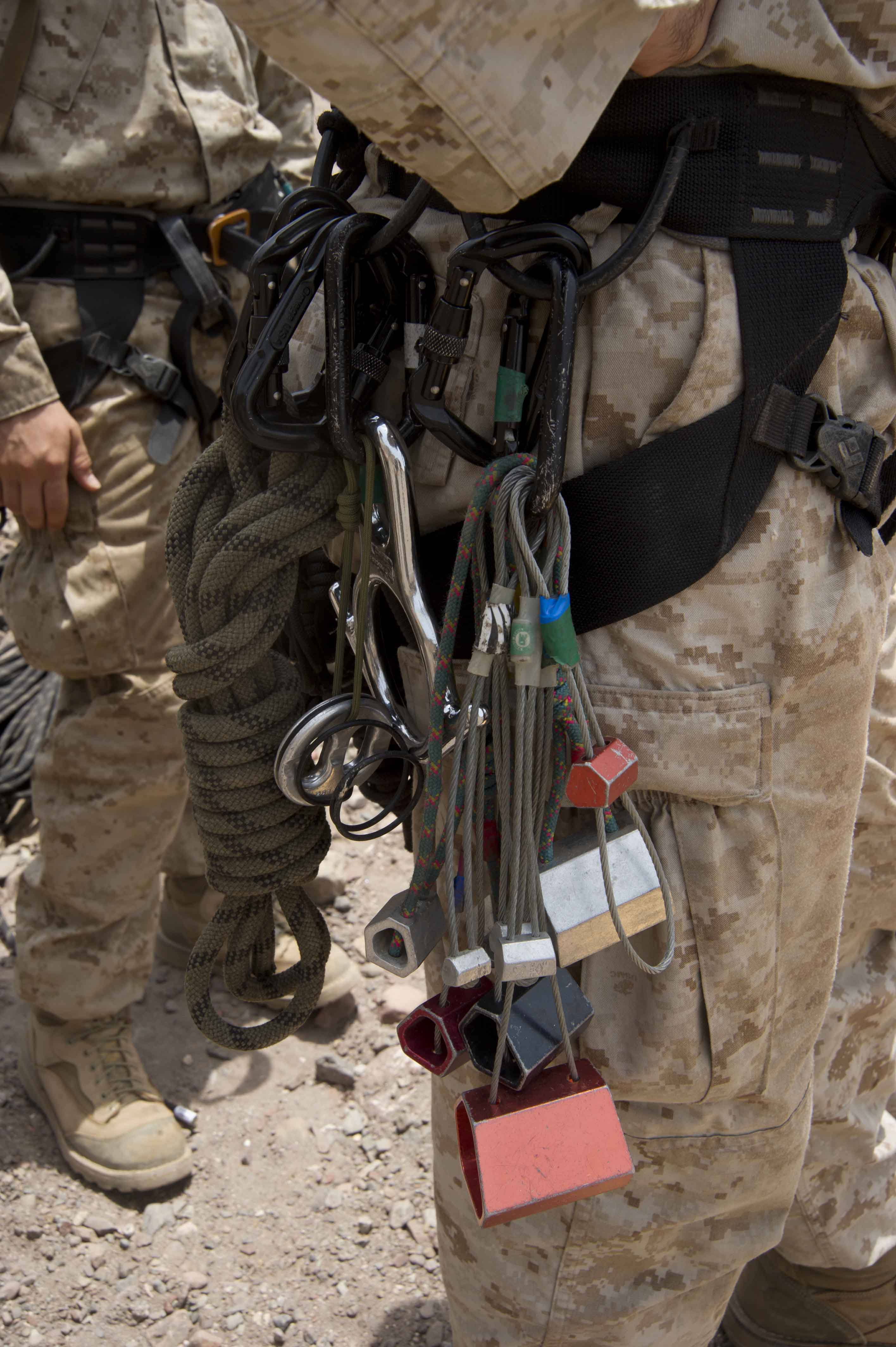
Echipamentul de cățărare poate fi necesar.

De principiu, purtarea unei căști de protecție este o idee foarte bună și merită să fie luată în considerare și de asemenea, purtarea unei perechi de mănuși potrivite pentru manipularea corzii și care, să ofere o bună aderență.
Pentru traseele clasificate în primul grad (conform BMC) nu sunt de regulă necesare echipamente suplimentare, dar este necesar ca cel care le parcurge să nu sufere de acrofobie. Cu toate acestea, de principiu poate fi folosit orice echipament care poate face scramblerul să se simtă confortabil (de exemplu un scrambler vârstnic este posibil să aibă nevoie de o coardă, în timp ce un cățărător experimentat, nu).
În ce privește traseele clasificate la gradele 2 și 3 pot fi utile echipamente precum o coardă  de cel puțin 30 m (o coardă plină cu un diametru de mai puțin de 10 mm de 50 până la 60 de m lungime fiind cea mai bună alternativă, deoarece  permite un rapel⁠(en)[traduceți] recuperabil de 25 sau 30 de m dacă este necesară retragerea), un dispozitiv de asigurare⁠(en)[traduceți], câteva chingi⁠(en)[traduceți] de 240 cm, carabiniere HMS și poate un rack, alături de o jumătate de duzină de hexuri⁠(en)[traduceți] de cățărare și de nuci de escaladă⁠(en)[traduceți], cel mult. De asemenea, dacă liderul de grup are în intenție să se protejeze în zonele cele mai expuse, este necesar un ham. Este posibil să fie utilă o bucată de coardă de 3-4 m și un cuțit pentru a o tăia la lungimile necesare, în cazurile în care sunt necesare asigurări suplimentare, la coborâre. Modul de utilizare al acestor echipamente trebuie cunoscut din timp.
Vezi articolul Echipament pentru escaladă⁠(en)[traduceți]

## Pericole
Unul dintre cele mai mari pericole este reprezentat de rocile instabile (în ce privește traseele care abordează pereți de stâncă acestea se regăsesc, cu predilecție, în arealele cu fisuri).

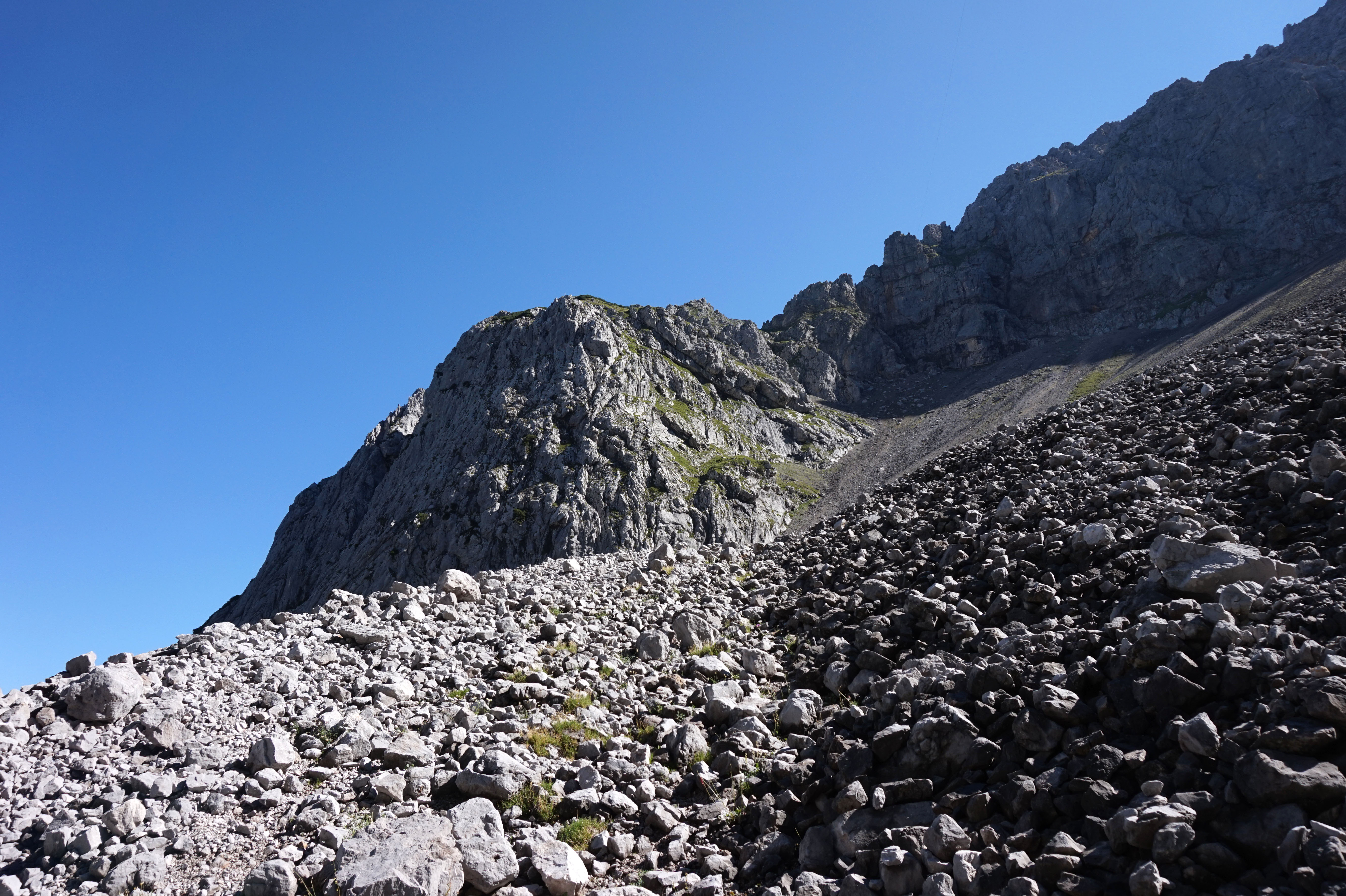
Teren cu roci libere.

În ce privește coborârile de urgență, acestea pot fi mai periculoase pe traseele de scrambling (datorită abundenței rocilor instabile), decât traseele mai abrupte de escaladă, fiind de preferat alegerea unei coborâri în aceste condiții, numai dacă alternative de evacuare (precum traversarea spre un teren mai ușor abordabil din punct de vedere tehnic) sunt nevalabile.

## În România

### Areale de practicare
În România activitatea de scrambling se desfășoară pe brâuri, văi de abrupt și creste montane aflate în mod preponderent în Munții Bucegi și în Munții Piatra Craiului, fără a fi excluse zone propice practicării acesteia din alte masive montane ale Carpaților Românești precum Munții Făgăraș, Masivul Ceahlău, Munții Buila-Vânturarița sau Munții Retezat.

### Autohtonizare: carpatism

#### Istoricul terminologiei
În perioada interbelică, a apărut în România termenul de „carpatism”, destinat inițial pentru a fi folosit în legătură cu traseele de abrupt specifice Munților Bucegi și Piatra Craiului. După Mihai Haret în 1923, Nestor Urechia l-a folosit în cartea sa din 1926, „Vraja Bucegilor”, iar printre scopurile Asociației Drumeților din Munții Înalți ai României se afla, astfel cum a fost consemnat în primul act constitutiv din anul 1929 și carpatismul. Activitatea respectivă se regăsea și la Touring-Clubul României (sau la societățile de turism Societatea Turiștilor din România și Hanul Drumeților), ori la Frăția munteană și la Erdélyi Kárpát-egyesület⁠(hu)[traduceți] de la Cluj, la Siebenbürgischer Karpatenverein de la Sibiu și la Societatea de gimnastică și turism de la Iași.
Este de menționat că, în 1927 „Al doilea anuar al Bucegilor”, publicat de Touring-Clubul României, a abordat carpatismul ca fiind o formă de alpinism, alpinismul propriu-zis fiind, conform lui C. I. Ionescu (secretar al Secției alpine a Bucegilor), carpatism de iarnă. De asemenea, în 1934 într-un articol din „Realitatea ilustrată”, semnatara B. Madeleine a abordat alpinismul propunând localizarea acestuia sub formă de carpatism. Alpinistul Ovidiu Manițiu a folosit noțiunea în titlul cărții sale din 1946 „Padina Crucii. Carpatism alpin.”
Ulterior, începând cu anul 2013, pe plan național a debutat revirimentul tendinței interbelice de a folosi noțiunea autohtonă de carpatism. Aceasta s-a concretizat însă, în forma redenumirii activităților montane mai tehnice decât drumeția, practicate estival in Munții Carpați pe alte terenuri decât cele mixte cu gheață – activități considerate anterior ca fiind incluse domeniului alpinismului.

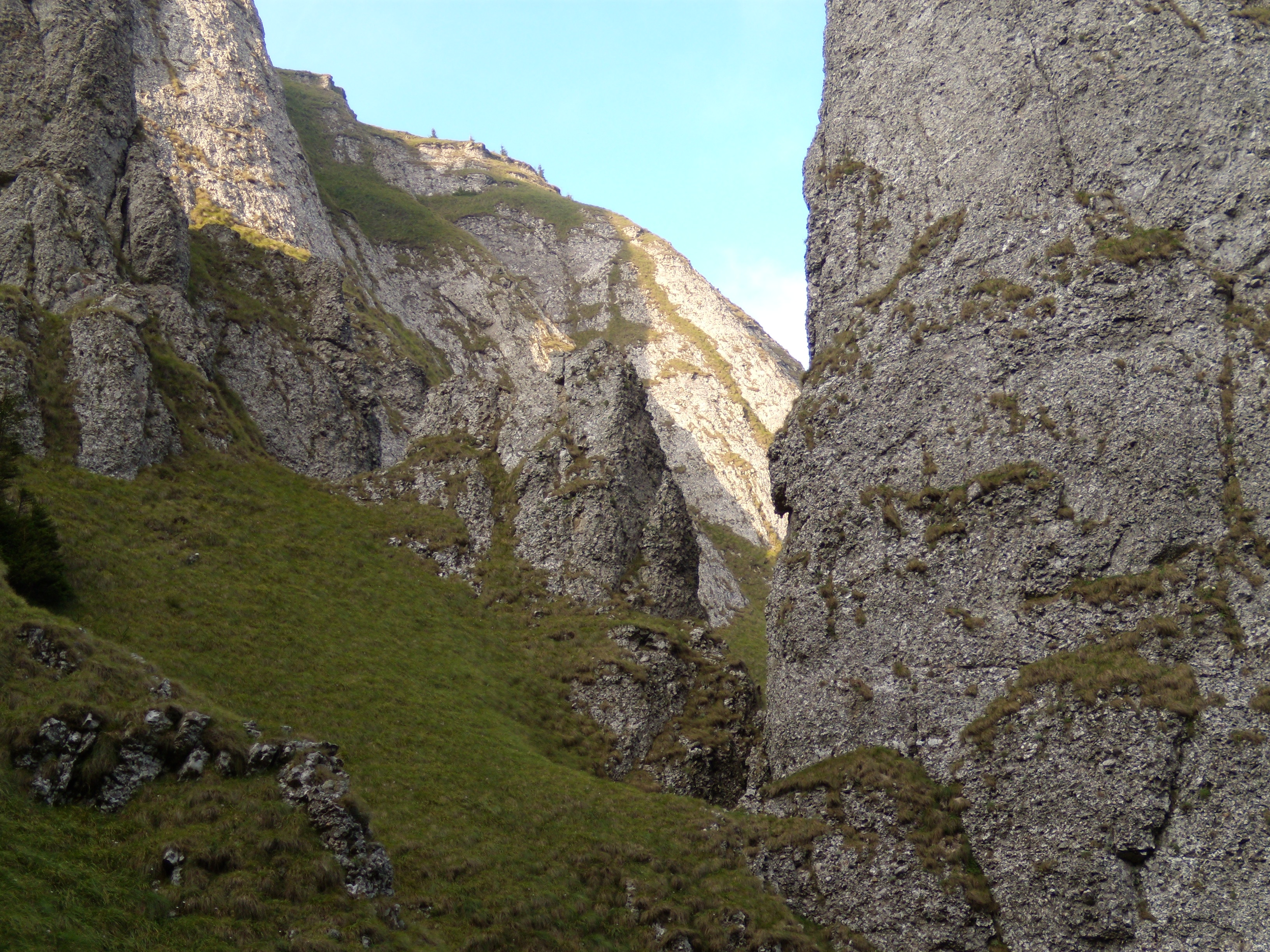
În Masivul Ceahlău.

În motivația sa expusă în anul 2013 (și consemnată de Societatea Ghizilor și Liderilor Montani din România), Marian Anghel, ghid montan și ghid internațional de drumeție montană, vicepreședinte al Uniunii Asociațiilor de Lideri Montani Internaționali⁠(en)[traduceți] a motivat rațiunea existenței termenului de carpatism și a conturat, din punctul său de vedere domeniul de aplicare al acestuia. Astfel, acesta a opinat că se poate vorbi în România de alpinism doar sezonier, pe timp de iarnă, atunci când sunt prezente gheața și zăpada pe terenul din Carpații românești (aceștia având maxime altitudinale sub cele ale zăpezii permanente). Ca și consecință, în perioadele calde nu se poate face în România decât drumeție montană, carpatism sau cățărare pe stâncă (sub varii forme).

Nu există consens actual (în 2024) pe plan național în acest sens, fiind prezente atât opinia că, activitatea în cauză rămâne o ramură a alpinismului, cât și opinia opusă precum că, în ce privește carpatismul, acestea este adesea confundat cu alpinismul „de vară” (în condițiile în care în România alpinismul ar fi o activitate strict sezonieră, legată de prezența zăpezii în munții stâncoși). Astfel, traseele respective sunt asimilate în literatura de specialitate unora de alpinism, cu cotații de dificultatea în grade alpine românești aflate între 1A și 2A (existând însă opinia că această asimilare s-a făcut ca urmare a opticii existente în perioada comunistă). Există însă consens în ce privește clasificarea aceste trasee cu raportare la perioada lor hibernală, când fără dubiu ele sunt clasificate ca trasee de alpinism (Nota Bene: traseele de cățărare pe stâncă pleacă, de regulă, de la gradul 2 românesc).
În prezent (2024) carpatismul, conform Societatății Ghizilor și Liderilor Montani din România, este echivalent scramblingului, având corespondent în drumețiile alpine (în ce privește majoritatea traseelor) conform conform clasificării Clubului Alpin Elvețian⁠(en)[traduceți].
În mod defectuos traseele de carpatism sunt  uneori identificate prin sintagma trasee nemarcate, ceea ce este o eroare. Acest lucru este motivat de faptul că, un traseu de carpatism deși este un traseu nemarcat, aceasta nu reprezintă decât una dintre caracteristicile care-l identifică și în practică, munții sunt în mod implicit nemarcați, oricare parte a acestora, exceptând traseele amenajate de drumeție marcate, aflându-se în starea sa naturală.

#### Caracteristici
| “                    | Față de traseele de drumeție clasică, traseele de carpatism sunt mult mai solicitante fizic și psihic și implică pericole obiective mult mai serioase, care pot fi gestionate printr-o experiență solidă și un echipament adecvat. | ” |
| — Andrei Badea, 2020 | |   |

Traseele de carpatism se află la granița dintre drumeție și cățărare pe stâncă, fiind o combinație între drumeție, vegetație și cățărare pe stâncă, în lipsa zăpezii. În accepțiunea unor ghizi montani precum Marian Anghel sau Andrei Badea ele sunt specifice mai ales Munților Bucegi și Piatra Craiului și nu se regăsesc (decât cu mici excepții) în alte zone montane ale Carpaților, fără a se putea regăsi pe plan internațional).
Traseele de carpatism sunt acele trasee cu pasaje de dificultate mai mare decât cele mai dificile trasee de drumeție din România și sunt mult mai expuse, majoritatea necesitând, în ce privește siguranța mersului, inclusiv un minim de echipament tehnic. Atunci când există, pasajele verticale sunt puține, sunt scurte și de cele mai multe ori se ocolesc pe versanții laterali. În raport cu traseele de drumeție clasică ele includ, la modul general, zone complet neamenajate pentru parcurgerea de către om și suplimentar pasaje de cățărare pe stâncă unde poate fi necesară asigurarea cu coarda (cu toate că posibilitățile de asigurare pentru capul de coardă sunt, de regulă, minime), precum și unele cu porțiuni expuse⁠(en)[traduceți], cel care parcurge traseele respective putându-se aștepta la  zone cu vegetație deasă sau în care predomină grohotișul.
Majoritatea traseelor de carpatism necesită pentru parcurgerea în siguranță abilități de orientare excelente, cunoașterea tehnicilor elementare de asigurare și de cățărare pe stâncă (cu predilecție de către capul de coardă). Echipamentul minim necesar este reprezentat de bocanci cu aderență foarte bună pe stâncă și pe iarbă, o cască de protecție și exchipament personal de asigurare. Este, de asemenea, de preferat ca grupul să includă un bun cunoscător al locurilor care urmează a fi vizitate, deoarece orientarea este de multe ori, dificilă.